# Симон VII (граф Липпе)
Симон VII Липпский (нем. Simon VII. zur Lippe; 30 декабря 1587, дворец Браке близ Лемго — 26 марта 1627, Детмольд) — граф Липпе-Детмольда.

## Биография
Симон — старший сын графа Симона VI Липпского и его супруги Елизаветы Гольштейн-Шауэнбургской. В 1601 году Симон вместе со старшим братом Бернгардом обучался в придворной школе в Касселе. После преждевременной смерти Бернгарда в 1602 году Симона забрали в Браке и обучали государственному управлению. В 1617 году Симон положил конец ожесточённым Лемговским волнениям, вызванным конфликтом его отца Симона VI с городом Лемго.
В Тридцатилетнюю войну Симон стремился оградить свои владения от ужасов войны, соблюдая нейтралитет. Тем не менее, население графства Липпе серьёзно пострадало от расквартированных войск.
Симон VII был принят в Плодоносное общество под именем «Высокий» (Der Lange).

## Потомки
В 1607 году Симон VII женился на графине Анне Екатерине Нассау-Висбаден-Идштейнской (1590—1622).
- сын (1609)
- Симон Людвиг Липпский (1610—1636), женат на графине Екатерине Вальдек-Вильдунгенской (1612—1649)
- Мария Елизавета (1611—1667), замужем за графом Кристианом Фридрихом Мансфельд-Гинтерортским (1615—1666)
- Анна Екатерина (1612—1659), замужем за князем Фридрихом Ангальт-Гарцгеродским (1613—1670)
- Иоганн Бернгард Липпский (1613—1652)
- Отто Генрих (1614—1648), убит
- Герман Адольф (1616—1666), женат на графине Эрнестине Изенбург-Бюдинген-Бирштейнской (1614—1665), затем на графине Амалии Липпе-Бракской (1629—1676)
- Юлиана Урсула (1617—1630)
- Иоганн Людвиг (1618—1628)
- Фридрих Филипп (1619—1629)
- Магдалена (1620—1646)
- Симон (1620—1624)

В 1623 году Симон VII женился на графине Марии Магдалене Вальдек-Вильдунгенской (1606—1671). В этом браке родились:
- Кристиан (1623—1634)
- София Елизавета (1624—1688), замужем за графом Георгом Вильгельмом Лейнинген-Вестербургской
- Йост Герман (1625—1678), родоначальник линии Липпе-Бистерфельдский, женат на графине Елизавете Юлиане Сайн-Витгенштейнской